# Піріс-ду-Ріу (мікрорегіон)
Піріс-ду-Ріу (порт. Microrregião de Pires do Rio) — мікрорегіон в Бразилії, входить в штат Гояс. Складова частина мезорегіону Південь штату Гояс. Населення становить 94 452 чоловік на 2006 рік. Займає площу 9418,370 км². Густота населення — 10,0 чол./км².

## Склад мікрорегіону
До складу мікрорегіону включені наступні муніципалітети:
1. Крістіанополіс
2. Гамелейра-ді-Гояс
3. Орізона
4. Палмелу
5. Піріс-ду-Ріу
6. Санта-Крус-ді-Гояс
7. Сілванія
8. Сан-Мігел-ду-Паса-Куатру
9. Урутаї
10. Віанополіс

| Бразилія | Це незавершена стаття з географії Бразилії. Ви можете допомогти проєкту, виправивши або дописавши її. |